# Козмин (залив)
Козмин (на руски: Бухта Козьмина) е малък залив, съставна част от по-големия залив Находка.

## История
Заливчето е открито през 1860 г. от експедицията на подполковник Василий Бабкин. Наречено е в чест на руския хидрограф подполковник Прокопий Козмин.

## География
Заливчето мие бреговете на Приморския край на Русия в близост до град Находка и представлява част от залива Находка. Намира се в източната му част между носовете Козмин и Крилов. Северният и южният му бряг са стръмни. В дъното заливът се стеснява и образува проток с ширина около 200 m като го отделя от езеро Второе. Протокът допълнително е удълбан в канал за плавателни съдове.

## Икономическо значение
През 2010 г. е планирано пускането в експлоатация на нефтен терминал и резервоар за 100 000 тона нефт. Преди заливчето е използвано като летище за хидроплани, а през 1990-те тук са се разфасовали за скрап метални морски съдове.По бреговете на залива е разположено село Козмино с население около 460 души (2007).